# Paco Martín
Francisco Martín Ruíz (Santaella, 1953), más conocido como Paco Martín, es un productor y cazatalentos musical español.

## Biografía

### Primeros pasos
Nació en el pueblo cordobés de Santaella en 1953 y se mudó a Madrid en 1967 con su familia. Siempre fue un apasionado de la música y eso le llevó a dedicarse a ella desde muy joven, primero siendo Dj en algunas discotecas de la recién nacida movida madrileña, lo que le llevó a montar la Sala Rock-Ola donde apenas estuvo 6 meses. 
Comenzó a trabajar en la industria musical como chico de los recados en Polygram y poco a poco fue escalando a puestos de más responsabilidad, hasta que en 1982 funda el sello MR junto al locutor Julio Ruiz y editan algunos discos de bandas de la época, como Pistones o Danza Invisible. Un año después cierran la compañía y decide montar, junto a Pepe Escribano, responsable de la tienda Escridiscos, Producciones Twins.

### Etapa en Twins
En 1985, Pepe Escribano abandona el proyecto y se queda sin su socio capitalista, por lo que tiene que hipotecar su casa para poder publicar el primer disco de Hombres G, que le salió bien y vendió 500.000 copias.
En los siguientes años fichó y publicó a importantes bandas de la talla de Los Secretos, Danza Invisible, Tam Tam Go!, Celtas Cortos o Antonio Flores y es el responsable de la expansión de Hombres G a México y en Perú, donde llegó a tener una oficina de la compañía.
La poca experiencia como ejecutivo le lleva a perder el control de la situación y, al borde de la quiebra, vende la compañía en 1989 a Discos Radiactivos Organizados.

### Etapa en BMG y Universal
Tras un breve parón para recuperarse del desencanto de sus anteriores proyectos, en el año 1989 funda una nueva compañía, llamada Pasión Discos que dura dos años pero edita importantes discos de gente como Antonio Vega, Extremoduro, Lole y Manuel, Los Rodríguez o Vicente Amigo. La compañía entra en quiebra al no poder soportar las altas inversiones en los discos de alguno de sus artistas más conflictivos. 
En 1992 comienza a trabajar como A&R en la multinacional BMG en la que descubre y ficha a Andy y Lucas, Rosario Flores y David de María,  y trabajó desarrollando la carrera artística de Joaquín Sabina o Serrat.
Tras la fusión de Sony Music con BMG fue despedido de la compañía acusado de cobrar comisiones y ficha por Universal Music, de donde también fue despedido. Allí fichó a Sergio Dalma, El Arrebato, Cali & el Dandee, Pitingo o Antonio Flores, que había fallecido años atrás.

### Actualidad
En 2012 funda su último sello, Martin Music en el que publica discos de viejos amigos como Iguana Tango o Stafas. 
En la actualidad, está jubilado y viviendo a las afueras de Madrid.

## Libros
- El niño que soñaba con ser músico (Huerga & Fierro, 2015)[4]
- Ráfagas (Círculo Rojo, 2021)

## Películas
- Sufre Mamón (Manuel Summers, 1987)
- Suéltate el pelo (Manuel Summers, 1988)
- Mi vida entre hormigas (Chema Veiga, Juan Moya, 2017)